# پانهارد

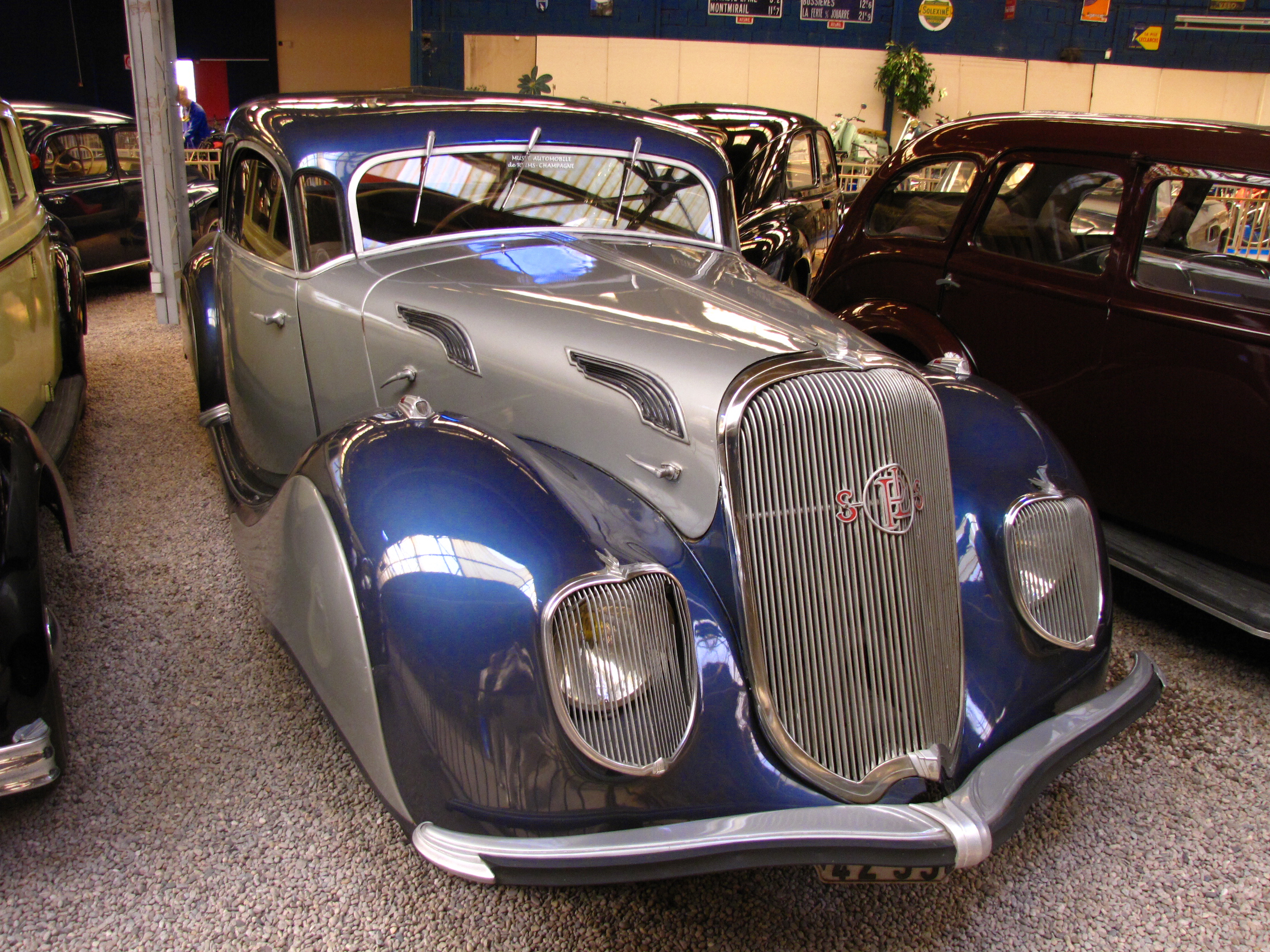
نمایی از یک خودرو محصول شرکت پانارد

پانهارد (به فرانسوی: Panhard) یک شرکت صنایع خودرو سازی فرانسوی که در سال ۱۸۸۷ شروع به تولید انواع وسایل نقلیه کرد و اولین خودروی خود را در سال ۱۸۹۱ روانه فرانسه کرد. شهرت و تخصص پانهترد در دنیا به ساخت انواع زره پوش‌های سبک وزن چالاک منتهی می‌شود.
طی جنگ جهانی وارد عرصه ادوات نظامی شد و با معرفی زره پوش‌های سبک وزن زیر ۱۵ تن اسم و رسمی را برا خود رقم زد تا جایی که با حضور در اروپا، آفریقای و کشورهای عربی توانایی‌های خود را بیشتر از قبل به رخ رقبا کشید. این بخش از زره پوش‌ها به دلیل سنگین دارای چالاکی بیشتری نبودند و تمامی خودرو سازها در حل این مشکل بودند که با اختراع سیستم تعلیق پانارد که به نام شرکت اختراع کننده یعنی پانارد مرسوم گردید و مشکل چالاکی این زره پوش‌ها حل شد. این اختراع شرکت پانارد مشکل مانور پذیری ادات نظامی سنگین وزن را حل کرده بود و بعدها در خودروهای سواری نیز استفاده شد و کار به جایی رسید که اغلب خودروسازهای آمریکا از این سیستم تعلیق در خودروهای سواری خود که اغلب سنگین وزن بودند را استفاده کردند.
پانارد در زمینه زره پوش‌های شاسی بلند بخاطر سابقه طولانی همیشه اولین‌ها را معرفی کرده مه می‌توان به کابین‌های مقاوم در برابر تشعشعات و ضد آب و انواع سیستم تعلیق و.. اشاره کرد. قسمت خودرو سازی سواری آن به سیتروئن فروخته شد و بخش نظامی ان مستقل تا سال ۲۰۱۲ به فعالیت خود ادامه داد.
شهرت این لیدر نظامی زمانی به اوج رسید که در سال ۲۰۱۱ فقط با حدود ۳۰۰ کارمند فروش بالای ۸۱ میلیون یورو را ثبت کرد و در دنیای خودرو سازها با کمترین تعداد کارمند و دارایی درآمدی باور نکردنی را ثبت کرده بود چند ماه بعد از این رکورد گروه ولوو تراکس به واسطه بخش نظامی رنو تراکس وارد مذاکره با شرکت پانارد گردید که در نهایت گروه ولوو تراکس موفق به خرید کل سهام پانارد به ارزش ۵۳۸ میلیون کرون سوئد گردید و اکنون با ۵۰۰ کارمند جزو ۶ زیر مجموعه نظامی ساز ولوو تراکس است.
ستد باعث گردید تا شرکت پانارد بتواند از تکنولوژی‌های سایر زیرمجموعه‌های ولوو تراکس استفاده کند و چند مدل جدید با نام‌های PVP، VBL، VBR، CRAB را در کنار مدل‌های قدیمی خود مثل AML، Sphinx، VAP و TC معرفی نماید و در اولین سال حضور در گروه ولوو تراکس پیشنهاد خرید چندین هزار دستگاه را از وزارت دفاع فرانسه به منظور حضور در کشورهای تحت پوشش در آفریقا دریافت کرد که اطلاعات دقیقی از تعداد سفارش‌ها در دست نیست.